# کازویوکی موگیتا
کازویوکی موگیتا (انگلیسی: Kazuyuki Mugita؛ زادهٔ ۱۰ نوامبر ۱۹۸۴) بازیکن فوتبال اهل ژاپن است.